# San Agustín de las Juntas
San Agustin de las Juntas är en ort i Mexiko.   Den ligger i kommunen San Agustín de las Juntas och delstaten Oaxaca, i den sydöstra delen av landet, 400 km sydost om huvudstaden Mexico City. San Agustin de las Juntas ligger 1 558 meter över havet och antalet invånare är 4 921.
Terrängen runt San Agustin de las Juntas är kuperad österut, men västerut är den platt. Runt San Agustin de las Juntas är det ganska tätbefolkat, med 90 invånare per kvadratkilometer. Närmaste större samhälle är Oaxaca de Juárez, 7,0 km norr om San Agustin de las Juntas. I omgivningarna runt San Agustin de las Juntas växer huvudsakligen savannskog.